# Premis YoGa 2018
Els 29è Premis YoGa foren concedits al "pitjoret" de la producció cinematogràfica de 2017 per Catacric la nit del 29 de gener de 2018 "en un lloc cèntric de Barcelona" per un jurat anònim que ha tingut en compte les apreciacions, comentaris i suggeriments dels lectors de la seva web, de Facebook i de Twitter.

## Guardonats
| Secció           | Premi               | Nom                                  | Guanyador                                                  |
| ---------------- | ------------------- | ------------------------------------ | ---------------------------------------------------------- |
| Cinema estranger | Pitjor pel·lícula   | "El menor espectáculo del mundo"     | The Greatest Showman                                       |
| Cinema estranger | Pitjor director     | "Payaso sin fronteras"               | Sean Penn, per Diré el teu nom                             |
| Cinema estranger | Pitjor actor        | "¡Cuidarín, Ricardo!"                | Ricardo Darín, per Nieve negra                             |
| Cinema estranger | Pitjor actriu       | "Nadie quiere a esta Bi-noche"       | Juliette Binoche, per Ma Loute i Ghost in the Shell        |
| Cinema espanyol  | Pitjor pel·lícula   | "Vaya par de gemelas, ¿te das cuen?" | Contratemps                                                |
| Cinema espanyol  | Pitjor director     | "Un Bayona viene a verme"            | Sergio G. Sánchez, per Marrowbone                          |
| Cinema espanyol  | Pitjor actor        | "Cruz y Raya"                        | José Mota, per Abracadabra                                 |
| Cinema espanyol  | Pitjor actriu       | "Que baje Dios y la vea"             | Belén Cuesta, per La llamada                               |
| Especials        | Televisives         | "Cine de barro"                      | El guardián invisible                                      |
| Especials        | Televisives         | "Cine de barro"                      | Es por tu bien                                             |
| Especials        | Televisives         | "Cine de barro"                      | Señor, dame paciencia                                      |
| Especials        | També elles         | "You too"                            | Snatched                                                   |
| Especials        | També elles         | "You too"                            | A Bad Moms Christmas                                       |
| Especials        | També elles         | "You too"                            | Fun Mom Dinner                                             |
| Especials        | També elles         | "You too"                            | Rough Night                                                |
| Especials        | Uno de los nuestros | "Catalana por el mundo"              | Margarita Chapatte, por la volta a l'idem en 200 festivals |